# Barbus kerstenii
Barbus kerstenii és una espècie de peix cipriniforme de la família dels ciprínids.

## Morfologia
Els mascles poden assolir els 9 cm de longitud total.

## Distribució geogràfica
Es troba a Àfrica: riu Okavango, curs superior del Zambezi i l'Àfrica central i oriental (incloent-hi el llac Victòria).